# آتشی‌ها
آتشی‌ها (نام علمی: Aphrastura) نام یک سرده از خانواده مرغان تنورساز است.